# Odó I de França

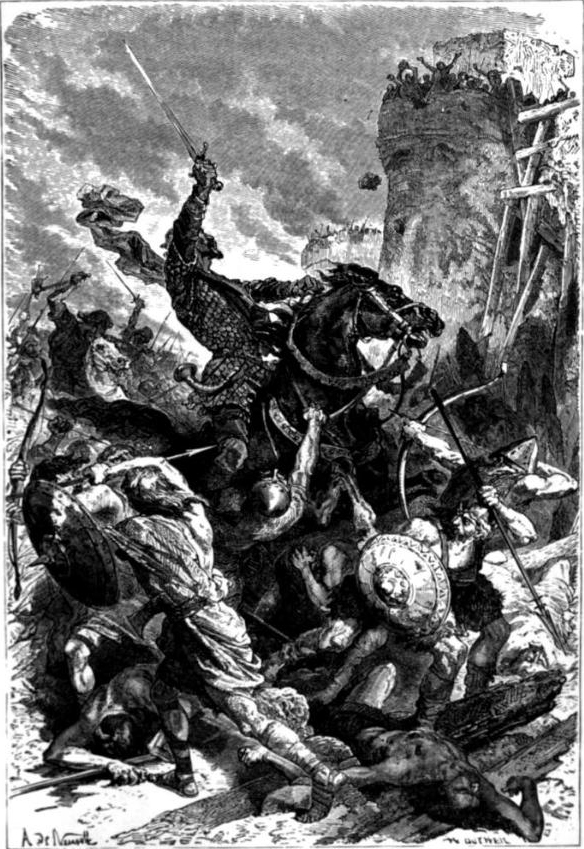
Imatge romàntica (1883) d'Odó I de França entrant a París.

Odó I de França o Eudes I de França (860 - 1 de gener de 898) fou un rei dels francs (888 - 898). Era fill de Robert el Fort, comte d'Anjou, i a vegades hom s'hi refereix com a dux Francorum i també com a comte de París.

## Títols
A la mort del seu pare, en l'any 866, va heretar el títol de marquès de Nèustria (que comprenia Turena, Anjou i Maine), però el rei Carles II el Calb el va desposseir dos anys més tard per a donar-ho a Hug l'Abat amb la justificació que Odó era menor d'edat i Hug n'era el tutor. Des d'aquell moment, Odó només va disposar d'un petit patrimoni personal a Nèustria.
Als 22 anys va rebre el títol de comte de Paris amb l'acord d'Hug l'Abat i a proposta del bisbe Gozlin. Amb la creació d'aquest comtat, Gozlin pretenia convertir Paris en un punt clau entre les terres de Nèustria i Borgonya.
Més endavant, durant el setge de París per part dels vikings (885-886), va morir el comte de Nèustria. Llavors, Foulques de Reims va proposar-lo com a nou comte de Nèustria.

## De regent a rei
Per la seva determinació en resistir els normands en el setge de París, Odó va ser escollit regent de Carles el Simple, quan l'emperador Carles III el Gras va ser deposat el 887 La cerimònia de reconeixement va tenir lloc a Compiègne el febrer del 888.
Arnulf de Caríntia, nebot bastard del deposat Carles el Gras, no el va reconèixer com a rei dels francs orientals (preferint a Rodolf duc de Borgonya, però sí com a regent dels francs occidentals).
Aviat es veu en l'obligació de reprendre la guerra contra els normands, als qui va derrotar a Montfaucon. Poc després es va veure involucrat en lluites amb alguns nobles poderosos, que tampoc el reconeixien com a rei, principalment a causa de l'oposició de l'arquebisbe de Reims, Fulques, i el comte de Poitiers, tutor del jove Carles el Simple.
Per tal de guanyar prestigi i suport, Odó es va coronar ell mateix rei dels francs occidentals amb l'ajut del material enviat pel rei dels francs orientals (mantell, corona i ceptre) a Reims el 13 de novembre del 888.
Finalment, després de lluites que s'allargaren durant tres anys, Odó va ser encoratjat per arribar a un acord amb el seu rival, i acabà reconeixent Carles III el Simple com a successor seu, a canvi que el rei Carles acceptés Robert, germà d'Odó, com a governant de Nèustria, un districte al nord del Sena. Com que els seus fills havien mort de joves, així s'assegurava que el seu títol de comte passaria, a través del seu germà, al seu nebot segon, el futur Hug Capet.
Va morir a La Fère l'1 de gener del 898 i està sepultat a Saint Denis.

## Matrimoni i descendència
Al voltant de l'any 881 Odó es va casar amb Teòdrata de Troyes, com es dedueix del document n° XIV dels Odonis Regi Diplomata. Teòdrata, que era filla d'Aleran II (fill d'Aleran de Barcelona, comte de Troyes), comte de Laon, li va donar quatre fills:
- Raül, (882 – † després del 898), que a l'Europäische Stammtafeln,[13] vol II, cap. 10, és citat amb el títol de rei d'Aquitània).
- Oda (vers el 883-† després del 952), casada amb Zuentibold de Lotaríngia.
- Arnolf (885-898), que, segons Adémar de Chabannes, va succeir el seu pare però poc després va morir[14]
- Guy (vers el 888 -† després del 903).